# Sashishi Deda
Sashishi Deda é um filme de drama georgiano de 2017 dirigido e escrito por Ana Urushadze. Foi selecionado como representante de seu país ao Oscar de melhor filme estrangeiro em 2018.

## Elenco
- Nato Murvanidze - Manana
- Dimitri Tatishvili - Anri
- Ramaz Ioseliani - Nukri
- Avtandil Makharadze - Jarji